# Classe Taškent
Le unità della classe Taškent (progetto 20-I secondo la classificazione russa) erano cacciatorpediniere conduttori di flottiglia progettati per la Marina Sovietica appena prima della seconda guerra mondiale. Il programma venne cancellato a causa dell'invasione tedesca, con appena un'unità entrata in servizio.

## Sviluppo e tecnica
La classe Tashkent venne ordinata nell'ambito del secondo piano quinquennale, ed avrebbe dovuto comprendere dieci navi. La prima unità venne ordinata all'italiana OTO di Livorno, ed altre quattro furono impostate presso il cantiere navale di Nikolayev. L'inizio della guerra portò alla cancellazione del piano.
Dal punto di vista tecnico, si trattava di navi decisamente più grosse della precedente classe Leningrad (di costruzione interamente nazionale).
L'armamento comprendeva sei cannoni da 130mm in tre torri binate, mentre la protezione antiaerea era assicurata da sei cannoni da 45mm. I nove tubi lanciasiluri erano sistemati in tre gruppi da tre.

Disegni originali del Cantiere Odero-Terni-Orlando, Livorno, 1936
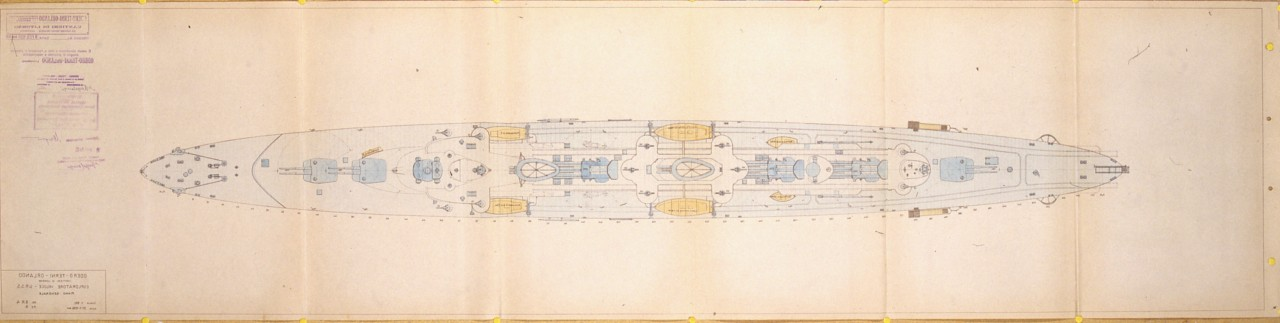
Pianta
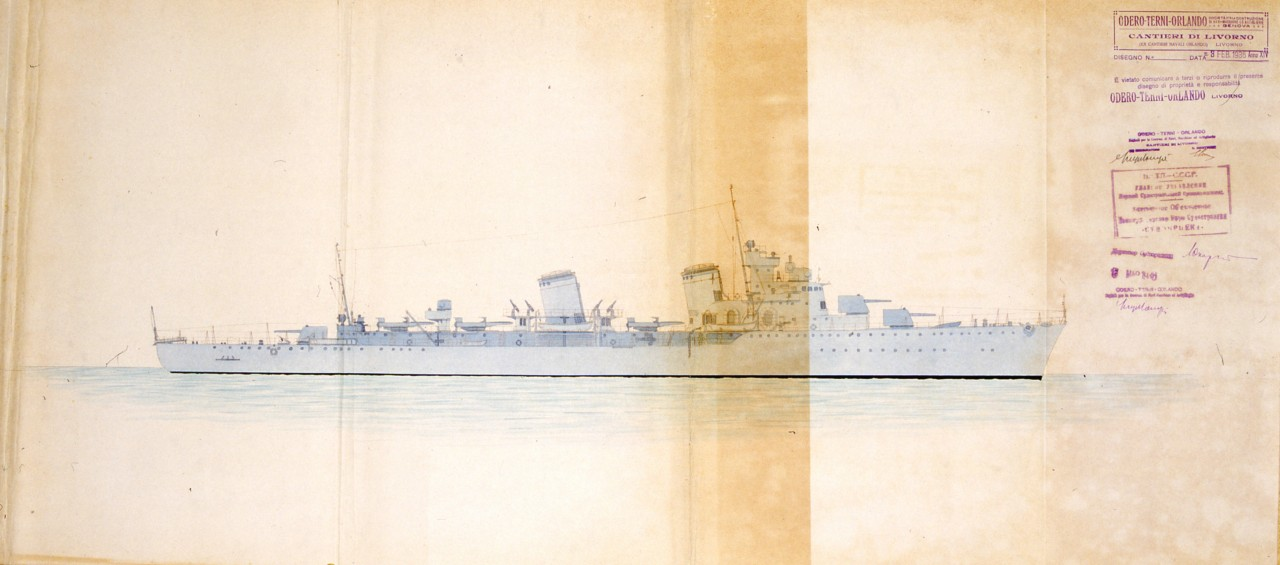
Vista laterale
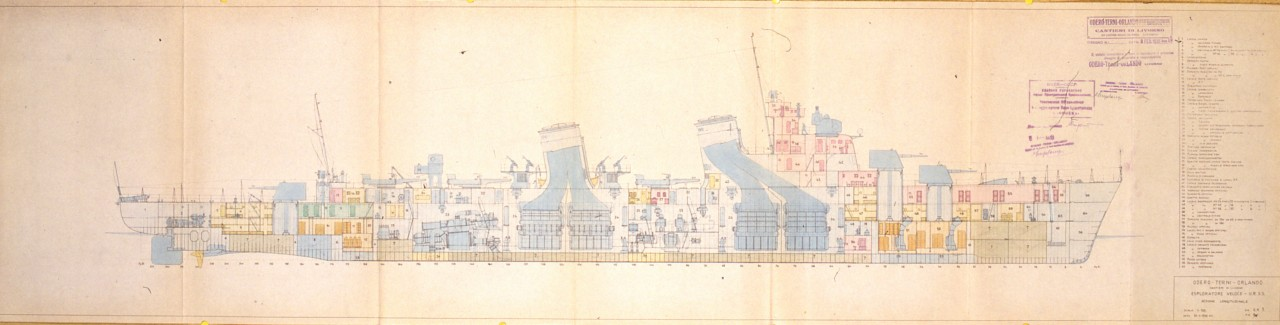
Sezione longitudinale

## Le navi
In tutto, venne intrapresa la costruzione di ben cinque unità, tutte con nomi di città. La capoclasse Tashkent venne costruita a Livorno dall'OTO, mentre le altre vennero impostate a Nikolayev. I progettisti della Regia Marina hanno sviluppato la progettazione degli incrociatori della classe "Capitani Romani"  partendo del progetto del Taškent.
- Taškent: costruzione iniziata nel gennaio 1937, la nave venne varata il 21 novembre dello stesso anno e completata nel maggio del 1939. L'unità venne consegnata senza armamento principale, che ricevette solo nel 1941. Chiamata “incrociatore blu” dai marinai russi per via del colore con cui era stata dipinta, servì nella Flotta del Mar Nero durante la battaglia di Sebastopoli. Colpita da aerei Stuka il 28 giugno 1942, venne condotta a Novorossijsk ma affondò nel porto il 2 luglio seguente. Le torri con i cannoni vennero utilizzate sull'incrociatore Ognevoy.
- Kiev: varata nel dicembre 1940, venne evacuata a Poti ma non fu mai completata.
- Yerevan: varata nel giugno 1941, venne evacuata a Poti ma non fu mai completata.

Le altre due unità, Perekop ed Ochakov, erano in costruzione a Nikolayev e non fu possibile vararle. Gli scafi vennero distrutti dai tedeschi.